# 原子核

氦原子的原子及其原子核構想圖(中間為原子核，由二個質子(以紅色表示)和二個中子(以紫藍色表示)，外部灰色部分則為電子雲)

原子核（德语：Atomkern，英语：Atomic nucleus）是原子的组成部分，位于原子的中央，占有原子的大部分质量。組成原子核的有中子和質子。当周围有和其中质子等量的电子围绕时，构成的是原子。原子核極其渺小，比如鈾的原子半徑/原子核半徑比例是26634，而氫是60250。

## 结构

### 核組成
原子核受核力影響由質子和中子（兩種重子）构成。中子和质子又进一步由夸克构成。近期研究证明，原子核基态存在分子型结构。
將質子和中子約束在原子核內的能量稱作束縛能，一般而言，原子量58到62的能量的束縛能最大，此即所謂的「鐵峰頂」。據目前所知，原子量小於62的元素，會進行核融合反應釋放能量，原子量大於62的元素，則進行核分裂反應釋放能量。

### 核的大小
原子核的尺度在{\displaystyle 10^{-15}}m左右，与原子（半径约{\displaystyle 10^{-10}}m）相比原子核很小，它的体积只占原子体积的几千亿分之一。然而，在这极小的原子核里却集中了约99.95％的原子质量。

### 同位素和核素
同位素的原子在原子核中同屬於某一化學元素，某一元素含有不同的中子數目，則稱為該元素的同位素。不同同位素的同一元素有著非常相似的化學性質。

## 歷史
1911年，欧内斯特·卢瑟福在验证汤普森的梅子布丁模型时发现了原子核。汤普森在早些时候发现带负电荷的电子，由于原子不带电，他假设原子中必然有带正电荷的部分。在其梅子布丁模型中，汤普森认为电子随机散布于带正电荷的球体中。卢瑟福设计一个使用α粒子轰击金属箔的实验。他推测若汤普森的梅子布丁模型是正确的，那么巨大的α粒子会穿过金属箔，其路径也不会有较大偏转。令卢瑟福惊讶的是，绝大多数的α粒子直接穿过金属箔，少数α粒子发生小角度偏转，极少数的α粒子发生很大角度的偏转。由于α粒子的质量约是电子的8000倍，此偏转必然由非常强大的力造成。卢瑟福因此意识到梅子布丁模型并不准确，α粒子只可能因原子内包含原子大部分质量的一集中电荷的中心作用而偏转。从此，卢瑟福提提出拉塞福模型，认为原子内部存在体积很小但几乎占整个原子质量的原子核，并且集中原子内部所有的正电荷，而带负电荷的电子在原子核外绕核运动。

## 外部連結
- The Nucleus – a chapter from an online textbook （页面存档备份，存于）
- The LIVEChart of Nuclides – IAEA in Java  or HTML（页面存档备份，存于）
- Article on the "nuclear shell model," giving nuclear shell filling for the various elements. Accessed September 16, 2009.
- Timeline: Subatomic Concepts, Nuclear Science & Technology （页面存档备份，存于）.